# Xã Ellisville, Quận Faulk, South Dakota
Xã Ellisville (tiếng Anh: Ellisville Township) là một xã thuộc quận Faulk, tiểu bang Nam Dakota, Hoa Kỳ. Năm 2010, dân số của xã này là 36 người.